# Walt Disney World Quest: Magical Racing Tour
Walt Disney World Quest: Magical Racing Tour, иногда ошибочно называется либо Disney MT Racing либо Walt Disney World: Magical Racing Quest — видеоигра в жанре гонок на картах, основанная на аттракционах из Диснейуорлда. Игроки соревнуются в гонках на трассах, вдохновлённых такими аттракционами, как «Особняк с привидениями», «Пираты Карибского моря», «Космическая гора» и Big Thunder Mountain Railroad, чтобы приобрести недостающие детали для машины фейерверков парка, которая была случайно разрушена Чипом и Дейлом, когда они собирали жёлуди. Разработчиком игры выступила компания Crystal Dynamics, а издателем — Eidos Interactive. Версия для Game Boy Color была разработана Prolific Publishing.

## Геймплей
Игра представляет собой гонки на картах, в ходе которых игроку предстоит обогнать соперников на дистанции из трёх кругов. Гонки разворачиваются на аренах, основанных на аттракционах Всемирного центра отдыха Уолта Диснея. В сюжетном режиме необходимо собрать части парка фейерверков, после чего откроется уровень, вдохновлённый аттракционом Splash Mountain. Однако на трассах, созданных по мотивам Test Track, Typhoon Lagoon и Disney Studios Florida, игроки должны собрать тридцать монет в течение четырёх минут, чтобы завершить этап.
Для игры были придуманы оригинальные персонажи, за исключением Чипа, Дейла — которые появляются в костюмах из сериала «Чип и Дейл спешат на помощь» — и Сверчка Джимини.

## Критика
| Сводный рейтинг       | Сводный рейтинг | Сводный рейтинг | Сводный рейтинг | Сводный рейтинг |
| Издание               | Оценка          | Оценка          | Оценка          | Оценка          |
| Издание               | Dreamcast       | GBC             | PC              | PS              |
| --------------------- | --------------- | --------------- | --------------- | --------------- |
| GameRankings          | 65,83 %         | 50 %            | N/A             | 75,06 %         |
| Metacritic            | 65/100          | N/A             | N/A             | N/A             |
| Иноязычные издания    |                 |                 |                 |                 |
| Издание               | Оценка          | Оценка          | Оценка          | Оценка          |
| Издание               | Dreamcast       | GBC             | PC              | PS              |
| AllGame               | N/A             | N/A             | [ 8 ]           | [ 9 ]           |
| EGM                   | 5,5/10          | N/A             | N/A             | 4/10            |
| Eurogamer             | 8/10            | N/A             | N/A             | 8/10            |
| GameFan               | 78 %            | N/A             | N/A             | 85 %            |
| Game Informer         | 7,25/10         | N/A             | N/A             | 6,5/10          |
| GameRevolution        | C               | N/A             | N/A             | N/A             |
| GameSpot              | 7,5/10          | N/A             | N/A             | 7,7/10          |
| GameSpy               | 4/10            | N/A             | N/A             | N/A             |
| IGN                   | 6,3/10          | 4/10            | N/A             | 7,5/10          |
| Jeuxvideo.com         | N/A             | 16/20           | 13/20           | 15/20           |
| Next Generation       | [ 26 ]          | N/A             | N/A             | N/A             |
| Nintendo Power        | N/A             | 5,5/10          | N/A             | N/A             |
| OPM                   | N/A             | N/A             | N/A             | [ 28 ]          |
| Русскоязычные издания |                 |                 |                 |                 |
| Издание               | Оценка          | Оценка          | Оценка          | Оценка          |
| Издание               | Dreamcast       | GBC             | PC              | PS              |
| Absolute Games        | N/A             | N/A             | 55 %            | N/A             |

Согласно агрегатору рецензий Metacritic версия для Dreamcast получила смешанные отзывы.
Обозреватели из IGN и Eurogamer высоко оценили подачу игрового процесса в версиях для PlayStation (IGN) и Dreamcast (Eurogamer), а также то, как разработчикам удалось воссоздать в игре популярные аттракционы, и «диснеевский» шарм, которым она обладает. Оба также раскритиковали сложность игры, некоторые графические элементы, а также тот факт, что разработчики использовали только небольшие зацикленные фрагменты музыкальных композиций каждого аттракциона, что начинало быстро «раздражать».
Рецензент GameSpot назвал версию для Dreamcast хорошим вступлением в жанр гонок на картах, а также обратил внимание на её многочисленные сходства с Mario Kart. Рецензент положительно отметил детализацию трасс и звук, однако был разочарован короткой продолжительностью игры. Грег Орландо из NextGen также обозревал версию для Dreamcast, отметив, что «Компания Eidos стала жертвой представления о том, что чудаковатые персонажи, картинг, странные бонусы автоматически превращаются в хорошую гоночную забаву. Это не так». Nintendo Power дала смешанную рецензию на версию для Game Boy Color почти за три месяца до её выхода в США.
Обозреватель Absolute Games отметил отсутствие многопользовательского режима в версии для персональных компьютеров и критично выразился о том, что на трассах «тяжело ориентироваться», выделив «Особняк с привидениями» в качестве примера.